# Heliophanus potanini
Heliophanus potanini là một loài nhện trong họ Salticidae.
Loài này thuộc chi Heliophanus. Heliophanus potanini được Ehrenfried Schenkel-Haas miêu tả năm 1963.